# Pleotrichophorus packi
Pleotrichophorus packi är en insektsart som först beskrevs av Frank Hall Knowlton 1928.  Pleotrichophorus packi ingår i släktet Pleotrichophorus och familjen långrörsbladlöss.

## Underarter
Arten delas in i följande underarter:
- P. p. packi
- P. p. brevis